# Staroleśny Potok

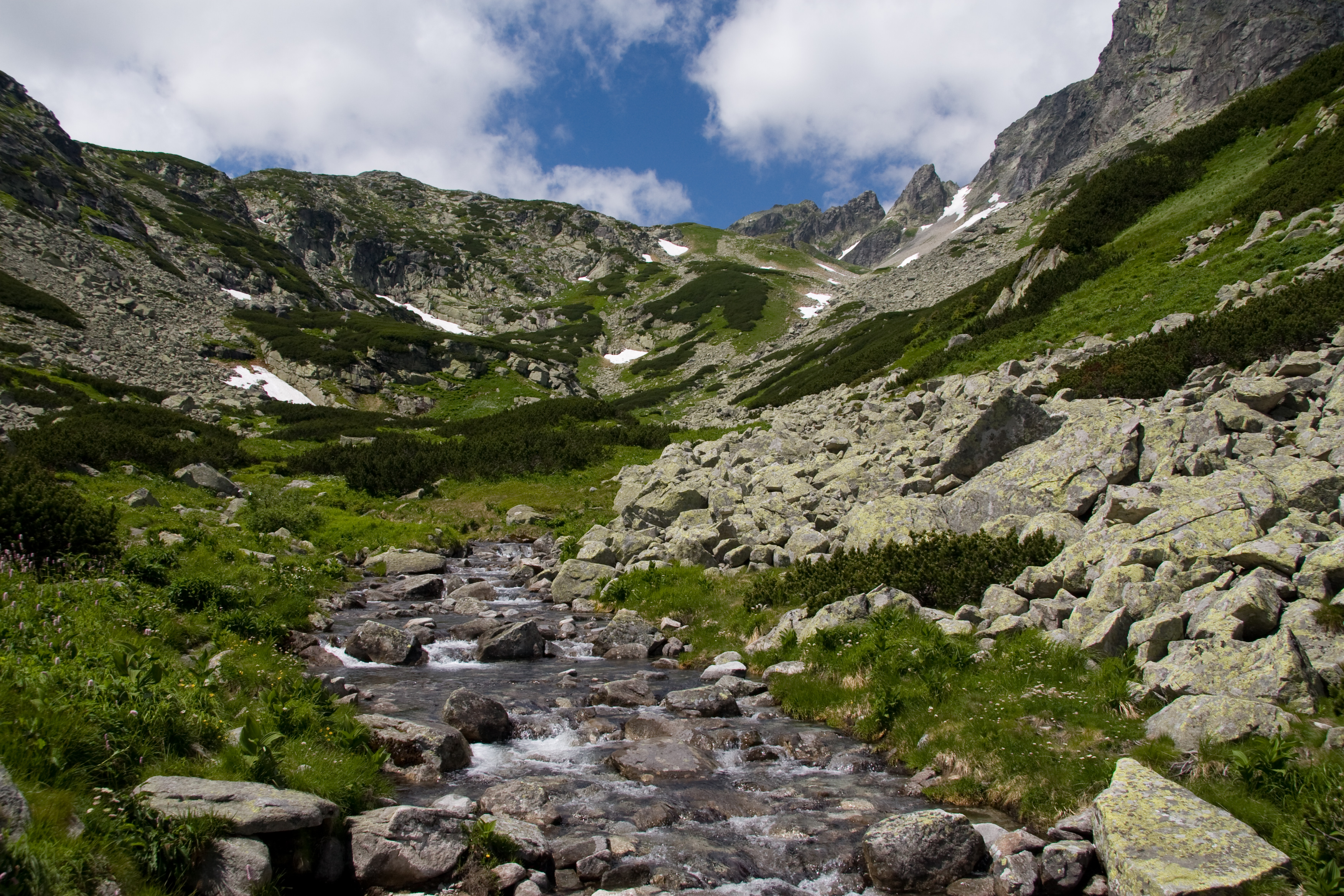
Staroleśny Potok

Staroleśny Potok (słow. Veľký Studený potok, niem. Großer Kohlbach, węg. Nagy-Tar-patak) – główny ciek wodny Doliny Staroleśnej, wypływający ze Zbójnickiego Oka na wysokości ok. 1990 m n.p.m. Na górnym odcinku płynie częściowo pod złomami. Na wysokości Staroleśnej Polany łączy się z Małą Zimną Wodą i razem tworzą potok Zimna Woda.
Staroleśny Potok ma 3 główne dopływy. Z prawej orograficznie strony zasila go strumyk płynący z Długiego Stawu Staroleśnego i Warzęchowego Stawu (częściowo podziemnie). Z lewej strony zasila go w górnym biegu Siwy Potok (Siwa Woda) wypływający z Siwych Stawów, niżej zaś strumyk wypływający spod Pośredniej Grani i uchodzący do Staroleśnego Potoku w rejonie Wyżniego Staroleśnego Ogrodu. W tym stale wilgotnym miejscu rozwijają się bujne zespoły ziołorośli. Na kamieniach często odpoczywają tutaj turyści.
Na odcinku poniżej Długiego Stawu i Warzęchowego Stawu na ścianie stawiarskiej przegradzającej dolinę dopływ Staroleśny Potoku spada kilkoma wodospadami.

## Nazwa
W języku polskim nazwa potoku, podobnie jak i nazwa całej doliny pochodzą od nazwy wsi Stara Leśna, której mieszkańcy mieli w niej w przeszłości swoje pastwiska.
Nazwa słowacka (Veľký Studený potok), podobnie jak i nazwa potoku w sąsiedniej dolinie  (Malý Studený potok) oraz nazwy samych dolin (Veľká Studená dolina i Malá Studená Dolina) związane są zapewne z subiektywnymi odczuciami zimna nieznanych nam, dawnych twórców tych nazw, przy czym nie jesteśmy dziś w stanie określić, które "zimne" nazwy były pierwotne: potoków czy dolin.
W językach niemieckim i węgierskim pochodzenie nazw jest bardziej złożone, gdyż pierwotnie, już w XV w., nosicielem miana "Łysa Góra" (niem. Kahlberg, węg. Tarhegy) był szczyt wznoszącej się nad doliną Pośredniej Grani. Z niego nazwy przeszły na dolinę, a z niej na potok, który nazywano Kahlbach i Tar-patak - chociaż oczywiście sam potok nie mógł być łysy. Spiscy Niemcy wkrótce przekręcili nazwę na Kohlbach i w tej postaci weszła ona do oficjalnej kartografii i literatury.

## Szlaki turystyczne
– niebieski szlak znad Wodospadów Zimnej Wody i od Rainerowej Chatki wzdłuż Staroleśnego Potoku do Schroniska Zbójnickiego i dalej na Rohatkę.
- Czas przejścia od Rainerowej Chatki do schroniska: 2:15 h, ↓ 1:45 h
- Czas przejścia od schroniska na przełęcz: 1:15 h, ↓ 55 min